# Dubai Tennis Championships 2021
Dubai Tennis Championships 2021 (còn được biết đến với Dubai Duty Free Tennis Championships vì lý do tài trợ) là một giải quần vợt ATP 500 trong ATP Tour 2021 và WTA 1000 trong WTA Tour 2021. Cả hai sự kiện nam và nữ ban đầu diễn ra lần lượt từ ngày 15 đến ngày 21 tháng 2 và ngày 22 đến ngày 28 tháng 2, sau đó đã chuyển sang diễn ra từ ngày 7 đến ngày 13 tháng 3 và ngày 14 đến ngày 20 tháng 3 do Giải quần vợt Úc Mở rộng đổi lịch và diễn ra tại Aviation Club Tennis Centre ở Dubai, Các Tiểu vương quốc Ả Rập Thống nhất.

## Nội dung đơn ATP

### Hạt giống
| Quốc gia | Tay vợt               | Xếp hạng1 | Hạt giống |
| -------- | --------------------- | --------- | --------- |
| AUT      | Dominic Thiem         | 4         | 1         |
| RUS      | Andrey Rublev         | 8         | 2         |
| CAN      | Denis Shapovalov      | 11        | 3         |
| ESP      | Roberto Bautista Agut | 13        | 4         |
| BEL      | David Goffin          | 14        | 5         |
| ESP      | Pablo Carreño Busta   | 16        | 6         |
| SUI      | Stan Wawrinka         | 20        | 7         |
| RUS      | Karen Khachanov       | 21        | 8         |
| AUS      | Alex de Minaur        | 23        | 9         |
| CRO      | Borna Ćorić           | 24        | 10        |
| SRB      | Dušan Lajović         | 27        | 11        |
| GBR      | Dan Evans             | 28        | 12        |
| POL      | Hubert Hurkacz        | 30        | 13        |
| SRB      | Filip Krajinović      | 32        | 14        |
| USA      | Taylor Fritz          | 33        | 15        |
| ITA      | Jannik Sinner         | 34        | 16        |
| ITA      | Lorenzo Sonego        | 35        | 17        |

- Bảng xếp hạng vào ngày 8 tháng 3 năm 2021.

### Vận động viên khác
Đặc cách:
- Malek Jaziri
- Aslan Karatsev
- Dennis Novak
- Alexei Popyrin

Miễn đặc biệt:
- Matthew Ebden

Vượt qua vòng loại:
- Yuki Bhambri
- Lloyd Harris
- Mikhail Kukushkin
- Christopher O'Connell
- Emil Ruusuvuori
- Bernabé Zapata Miralles

Thua cuộc may mắn:
- Radu Albot
- Lorenzo Giustino

### Rút lui
Trước giải đấu
- Matteo Berrettini → thay thế bởi  Alejandro Davidovich Fokina
- Borna Ćorić → thay thế bởi  Lorenzo Giustino
- Roger Federer → thay thế bởi  Yoshihito Nishioka
- Nick Kyrgios → thay thế bởi  Aljaž Bedene
- Gaël Monfils → thay thế bởi  Márton Fucsovics
- Stan Wawrinka → thay thế bởi  Radu Albot

### Bỏ cuộc
- Matthew Ebden
- Jo-Wilfried Tsonga

## Nội dung đôi ATP

### Hạt giống
| Quốc gia | Tay vợt              | Quốc gia | Tay vợt       | Xếp hạng1 | Hạt giống |
| -------- | -------------------- | -------- | ------------- | --------- | --------- |
| COL      | Juan Sebastián Cabal | COL      | Robert Farah  | 3         | 1         |
| CRO      | Nikola Mektić        | CRO      | Mate Pavić    | 7         | 2         |
| NED      | Wesley Koolhof       | POL      | Łukasz Kubot  | 19        | 3         |
| CRO      | Ivan Dodig           | SVK      | Filip Polášek | 19        | 4         |

- Bảng xếp hạng vào ngày 8 tháng 3 năm 2021.

### Vận động viên khác
Đặc cách:
- Omar Alawadhi /  Hamad Abbas Janahi
- Vasek Pospisil /  Nenad Zimonjić

Vượt qua vòng loại:
- Lorenzo Sonego /  Andrea Vavassori

### Rút lui
Trước giải đấu
- Henri Kontinen /  Édouard Roger-Vasselin → thay thế bởi  Henri Kontinen /  Jordan Thompson
- Sander Gillé /  Joran Vliegen → thay thế bởi  David Goffin /  Joran Vliegen
- Karen Khachanov /  Andrey Rublev → thay thế bởi  Marcelo Arévalo /  Matwé Middelkoop

## Nội dung đơn WTA

### Hạt giống
| Quốc gia | Tay vợt             | Xếp hạng1 | Hạt giống |
| -------- | ------------------- | --------- | --------- |
| UKR      | Elina Svitolina     | 5         | 1         |
| CZE      | Karolína Plíšková   | 6         | 2         |
| BLR      | Aryna Sabalenka     | 8         | 3         |
| CZE      | Petra Kvitová       | 10        | 4         |
| NED      | Kiki Bertens        | 11        | 5         |
| SUI      | Belinda Bencic      | 12        | 6         |
| BLR      | Victoria Azarenka   | 14        | 7         |
| POL      | Iga Świątek         | 15        | 8         |
| ESP      | Garbiñe Muguruza    | 16        | 9         |
| BEL      | Elise Mertens       | 18        | 10        |
| USA      | Madison Keys        | 19        | 11        |
| CZE      | Markéta Vondroušová | 20        | 12        |
| CRO      | Petra Martić        | 21        | 13        |
| KAZ      | Elena Rybakina      | 23        | 14        |
| EST      | Anett Kontaveit     | 24        | 15        |
| GRE      | Maria Sakkari       | 25        | 16        |

- Bảng xếp hạng vào ngày 1 tháng 3 năm 2021.

### Vận động viên khác
Đặc cách:
- Tímea Babos
- Coco Gauff
- Anastasia Potapova

Bảo toàn thứ hạng:
- Yaroslava Shvedova

Vượt qua vòng loại:
- Irina-Camelia Begu
- Ana Bogdan
- Kaia Kanepi
- Ana Konjuh
- Liang En-shuo
- Tereza Martincová
- Lesia Tsurenko
- Katarina Zavatska

Thua cuộc may mắn:
- Misaki Doi
- Viktoriya Tomova
- Martina Trevisan

### Rút lui
Trước giải đấu
- Bianca Andreescu[3] → thay thế bởi  Alizé Cornet
- Victoria Azarenka → thay thế bởi  Martina Trevisan
- Paula Badosa → thay thế bởi  Misaki Doi
- Ashleigh Barty[3] → thay thế bởi  Kateřina Siniaková
- Jennifer Brady[3] → thay thế bởi  Bernarda Pera
- Danielle Collins → thay thế bởi  Kristýna Plíšková
- Fiona Ferro → thay thế bởi  Viktoriya Tomova
- Simona Halep[3] → thay thế bởi  Jessica Pegula
- Sofia Kenin[3] → thay thế bởi  Kristina Mladenovic
- Magda Linette → thay thế bởi  Jil Teichmann
- Karolína Muchová[3] → thay thế bởi  Barbora Krejčíková
- Yulia Putintseva → thay thế bởi  Paula Badosa
- Alison Riske[3] → thay thế bởi  Anastasija Sevastova
- Barbora Strýcová → thay thế bởi  Laura Siegemund
- Donna Vekić[3] → thay thế bởi  Patricia Maria Țig
- Zhang Shuai[3] → thay thế bởi  Shelby Rogers

### Bỏ cuộc
- Petra Kvitová

## Nội dung đôi WTA

### Hạt giống
| Quốc gia | Tay vợt            | Quốc gia | Tay vợt              | Xếp hạng1 | Hạt giống |
| -------- | ------------------ | -------- | -------------------- | --------- | --------- |
| BEL      | Elise Mertens      | BLR      | Aryna Sabalenka      | 3         | 1         |
| CZE      | Barbora Krejčíková | CZE      | Kateřina Siniaková   | 15        | 2         |
| USA      | Nicole Melichar    | NED      | Demi Schuurs         | 23        | 3         |
| JPN      | Shuko Aoyama       | JPN      | Ena Shibahara        | 29        | 4         |
| HUN      | Tímea Babos        | RUS      | Veronika Kudermetova | 32        | 5         |
| CAN      | Gabriela Dabrowski | USA      | Coco Gauff           | 57        | 6         |
| USA      | Hayley Carter      | BRA      | Luisa Stefani        | 61        | 7         |
| CHI      | Alexa Guarachi     | CRO      | Darija Jurak         | 63        | 8         |

- Bảng xếp hạng vào ngày 1 tháng 3 năm 2021.

### Vận động viên khác
Đặc cách:
- Sarah Behbehani /  Çağla Büyükakçay
- Eden Silva /  Rosalie van der Hoek

Bảo toàn thứ hạng:
- Natela Dzalamidze /  Cornelia Lister
- Andreja Klepač /  Sania Mirza
- Aleksandra Krunić /  Alexandra Panova
- Elena Rybakina /  Yaroslava Shvedova

### Rút lui
Trước giải đấu
- Zhang Shuai /  Zheng Saisai → thay thế bởi  Shelby Rogers /  Zheng Saisai
- Sharon Fichman /  Monica Niculescu → thay thế bởi  Monica Niculescu /  Anastasia Potapova

### Retirements
- Monica Niculescu /  Anastasia Potapova

## Nhà vô địch

### Đơn nam
- Aslan Karatsev đánh bại  Lloyd Harris, 6–3, 6–2

### Đơn nữ
- Garbiñe Muguruza đánh bại  Barbora Krejčíková, 7–6(8–6), 6–3

### Đôi nam
- Juan Sebastián Cabal /  Robert Farah đánh bại  Nikola Mektić /  Mate Pavić, 7–6(7–0), 7–6(7–4)

### Đôi nữ
- Alexa Guarachi /  Darija Jurak đánh bại  Xu Yifan /  Yang Zhaoxuan, 6–0, 6–3